# Christoph Weber-Berg
Christoph Weber-Berg (* 1964) ist ein Schweizer Pfarrer und Wirtschaftsethiker. Seit dem 1. August 2012 ist er Kirchenratspräsident der Reformierten Landeskirche Aargau.
Christoph Weber ist in Teufenthal und in Unterkulm im aargauischen Bezirk Kulm aufgewachsen. Die Kantonsschule besuchte er in Aarau und Glarus und studierte nach der Matur evangelische Theologie an der Universität Zürich. Im Jahre 1992 wurde er von der Reformierten Landeskirche Aargau in Lenzburg zum «Verbi Divini Minister» ordiniert. Nach Stellvertretungen in Thun und Murten wurde er Pfarrer in der Kirchgemeinde Lenzburg-Hendschiken, wo er von 1995 bis 2001 arbeitete. Von 2001 bis 2008 leitete er die Fachstelle «Kirche & Wirtschaft» der Reformierten Kirche Kanton Zürich und absolvierte eine Ausbildung zum Master of Business Administration (MBA) in Nonprofit Management an der Universität Freiburg. Von 2009 bis 2012 war er Leiter des «Center for Corporate Social Responsibility» an der Hochschule für Wirtschaft Zürich.
Die Synode der Reformierten Landeskirche Aargau hat ihn zum Nachfolger von Claudia Bandixen als Kirchenratspräsident gewählt. Er trat dieses Amt am 1. August 2012 an und wird im Juni 2026 nicht mehr kandidieren, so dass er am 31. Dezember 2026 aus seinem Amt ausscheiden wird.